# Jean Bruller
Jean Marcel Adolphe Bruller (XV distrito de París, 26 de febrero de 1902 - I distrito de París, 10 de junio de 1991), conocido como Vercors, fue un escritor y dibujante francés que cofundó Les Éditions de Minuit con Pierre de Lescure. Nacido de un padre de origen judío-húngaro, se unió a la Resistencia en el norte de Francia durante la ocupación de Francia por las Fuerzas del Eje en la Segunda Guerra Mundial, y empezó a publicar sus textos bajo el seudónimo de Vercors.
Su obra más conocida, Le silence de la mer (1942), fue la primera publicación de Les Éditions de Minuit. Profundamente anticolonialista, en 1957 devolvió al Presidente de la República francesa su Legión de Honor por la guerra de Argelia. En 1961, se asoció con François Maspero para editar el primer número de la revista Partisans.
Muchos de sus primeros relatos se inscriben en el marco de la guerra que acababa de terminar. Su obra es políticamente y socialmente comprometida: fue miembro del Partido Comunista Francés, si bien se adhirió más adelante a la corriente disidente, se pronunció contra la pena de muerte, apoyó la ley sobre el aborto, defendió los derechos de las personas encarceladas y el derecho a morir dignamente. Su literatura refleja también sus preocupaciones científicas, en particular sus reflexiones sobre la evolución de la animalización hacia la humanización de nuestros antepasados, y la definición del ser humano, temas de los que debatió con científicos como Jacques Monod y Théodore Monod.

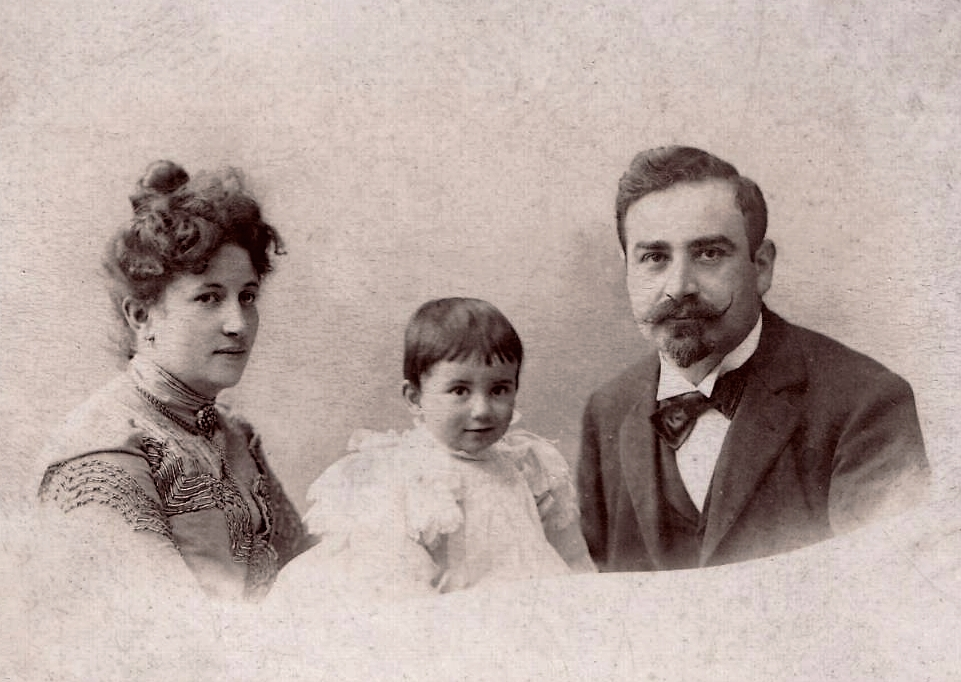
Bruller con sus padres en 1905

Algunas de sus novelas tienen temas de género fantástico o ciencia ficción. La novela de 1952 Les animaux dénaturés (traducida al inglés como You Shall Know Them, Borderline y The Murder of the Missing Link) se convirtió en la película Skullduggery (1970) protagonizada por Burt Reynolds y Susan Clark y examina la cuestión de qué significa ser humano.
Colères (traducido al inglés como The Insurgents) trata sobre la búsqueda de la inmortalidad. En 1960 escribió Sylva, una novela sobre un zorro que se convierte en mujer, inspirada en la novela de David Garnett, Lady into Fox (1922). La traducción al inglés fue nominada para el premio Hugo de 1963 a la mejor novela.
Su novela histórica, Anne Boleyn (1985), presenta a una Ana muy inteligente que se propuso casarse con Enrique VIII de Inglaterra con el fin de separar a Inglaterra del poder papal y fortalecer la independencia de Inglaterra.

## Ensayos
- La Marche à l'étoile (1943)
- Souffrance de mon pays (1945)
- Portrait d'une amitié (1946)
- Plus ou moins homme (1948)
- Les pas dans le sable (1954)
- Les divagations d'un français en Chine (1956)
- P. P. C. Pour prendre congé (1957)
- La bataille du silence (1967)
- Questions sur la vie (1973)
- Tendre naufrage (1974)
- Ce que je crois (1975)
- Théâtre (1978)